# Dutton River (Flinders River)
Der Dutton River ist ein Fluss im Norden des australischen Bundesstaates Queensland. Er führt nicht ganzjährig Wasser, sondern nur zur Regenzeit.

## Geografie

### Flusslauf
Der Fluss entspringt an den Nordhängen des Mount James in der Great Dividing Range. Er fließt nach Südwesten unter der Kennedy Developmental Road durch und weiter durch Grasland bis nach Richmond. Dort mündet er in den Flinders River.

### Nebenflüsse mit Mündungshöhen
- Chasm Creek – 480 m
- Pine Tree Creek – 452 m
- Cummerstone Creek – 442 m
- Walker Creek – 426 m
- Cattle Creek – 375 m
- Middle Valley Creek – 313 m
- Camulla Creek – 291 m
- Deepwater Creek – 287 m
- Spinifex Creek – 285 m
- Yanko Creek – 240 m
- Thums Creek – 223 m

(Quelle:)